# Poggio Fidoni
Poggio Fidoni is een plaats (frazione) in de Italiaanse gemeente Rieti.